# Telenica
Telenica, também conhecida como TN8, é uma rede de televisão nicaraguense, de transmissão nacional. É um dos principais canais da Nicarágua, fundado em 15 de julho de 1956 por Juan Carlos Ortega Murillo, com sede na capital do país, Managua.